# Hyalonema hozawai
Hyalonema hozawai är en svampdjursart som beskrevs av Okada 1932. Hyalonema hozawai ingår i släktet Hyalonema och familjen Hyalonematidae. Inga underarter finns listade i Catalogue of Life.